# 1987大懸案
《1987大懸案》（英語：Manhunter）是一部於1986年上映的美國犯罪驚悚電影，由麥可·曼恩執導，故事改編自湯瑪斯·哈里斯的小說《紅色龍》。此片在2002年被翻拍成《沉默的赤龍》。

## 演員
- 威廉·彼德森 飾 威爾·葛拉漢（英语：Will Graham (character)）
- 湯姆·努南（英语：Tom Noonan） 飾 法蘭西斯·多拉海德（英语：Francis Dolarhyde）
- Dennis Farina（英语：Dennis Farina） 飾 傑克·克勞福（英语：Jack Crawford (character)）
- Kim Greist（英语：Kim Greist） 飾 莫莉·葛拉漢（Molly Graham）
- 布萊恩·考克斯 飾 漢尼拔·萊克特
- 鍾·艾倫 飾 瑞拔·麥克連（Reba McClane）
- 史帝芬·朗 飾 法瑞迪·勞茲（英语：Freddy Lounds）

## 外部連結
- （英文） 互联网电影数据库（IMDb）上《1987大懸案》的资料（英文）